# Jacynta Galabadaarachchi
Jacynta Prema de Nieva Galabadaarachchi (Australia, 6 de junio de 2001) es una futbolista australiana de ascendencia esrilanquesa (país natal de su padre), argentina (donde nació su madre) e italiana (a través de sus abuelos maternos). Juega como delantera y actualmente milita en el Sporting de Lisboa de la Liga BPI portuguesa.

## Biografía
Jacynta Prema de Nieva Galabadaarachchi nació el 6 de junio de 2001 en el seno de una familia multiétnica y multicultural, hija de padre esrilanqués y madre argentina. Desde muy pequeña se interesó por el fútbol, compartiendo la pasión con su hermano desde los 5 años, siguiéndolo junto a su madre cuando se mudó a Italia, patria de sus abuelos maternos y cuya nacionalidad comparte, para jugar en la liga local.

## Trayectoria
A los 9 años de edad fue contactada por el Manchester United inglés para una audición; posteriormente, fue invitada a entrenarse con el Manchester City W.F.C. Academy durante ocho semanas.
A los 15 años de edad, Galabadaarachchi fichó por el Melbourne City, totalizando cinco presencias y jugando principalmente como delantera. Después de la temporada 2016-17, volvió a Inglaterra para entrenarse con varios equipos profesionales, aunque no pudo firmar ningún contrato profesional al tener menos de 18 años, pese a las ofertas recibidas.
Tras regresar a Australia, firmó con el Perth Glory para la temporada 2018-19. En julio de 2019, se mudó a Inglaterra para jugar en las filas del West Ham United de la FA Women's Super League. En septiembre de 2020, se transfirió a Italia fichando por el Napoli de la Serie A femenina, donde jugó cuatro partidos, antes de mudarse al Celtic Women de la Scottish Women's Premier League en febrero de 2021. Con el club blanquiverde permaneció dos temporadas, ganando una Copa de la Liga y una Copa de Escocia. En julio de 2023 fichó por el Sporting de Lisboa portugués.

## Selección nacional
Debido a sus orígenes, Jacynta puede representar a cuatro países diferentes: Australia (país donde nació), Sri Lanka (de donde es su padre), Argentina (donde nació su madre) e Italia (donde tiene ciudadanía a través de sus abuelos maternos).

### Categorías menores
Galabadaarachchi ha sido convocado por las selecciones juveniles de Australia desde 2016, vistiendo inicialmente la camiseta de la sub-16 que compitió en las eliminatorias para el Campeonato Asiático de Tailandia 2017. El equipo invicto terminó primero en el grupo D y así avanzó a la final, con Galabadaarachchi anotando un triplete en la goleada por 14-0 sobre Hong Kong y aportando un tanto en el 8-0 contra Iraq. Clasificado al torneo, el equipo no logra ser tan efectivo y finaliza en el tercer puesto de la fase de grupos, quedando eliminado de la torneo.
Posteriormente, vistió la camiseta de la sub-17 hasta 2018, año en el que también hizo presencia en el combinado sub-20.

### Selección mayor
En junio de 2022 fue convocada a la selección absoluta de Australia para hacer frente a los amistosos contra España y Portugal, el 26 y 29 de junio respectivamente.
En mayo de 2023, la delantera reveló sus planes de unirse a la selección de Argentina de cara a la Copa Mundial de 2023.

## Clubes
| Club               | País       | Año             |
| ------------------ | ---------- | --------------- |
| Melbourne City     | Australia  | 2016 - 2017     |
| Perth Glory        | Australia  | 2018 - 2019     |
| West Ham United    | Inglaterra | 2019 - 2020     |
| Napoli Femminile   | Italia     | 2020 - 2021     |
| Celtic Women       | Escocia    | 2021 - 2023     |
| Sporting de Lisboa | Portugal   | 2023 - presente |

## Palmarés

### Títulos nacionales
| Título                     | Club           | País      | Año     |
| -------------------------- | -------------- | --------- | ------- |
| W-League                   | Melbourne City | Australia | 2016-17 |
| Copa de la Liga de Escocia | Celtic         | Escocia   | 2021    |
| Copa de Escocia            | Celtic         | Escocia   | 2022    |